# Seltsjoekenrijk
Het Groot-Seltsjoekenrijk (Turks: Büyük Selçuklu Devleti; Perzisch: دولت سلجوقیا was een middeleeuwse staat met een Turks-Perzische cultuur., gesticht door Turkse nomaden van het Huis van Selçuk (Seltsjoek). Het Groot-Seltsjoekenrijk controleerde een uitgestrekt gebied van de Hindoekoesj tot in Anatolië.

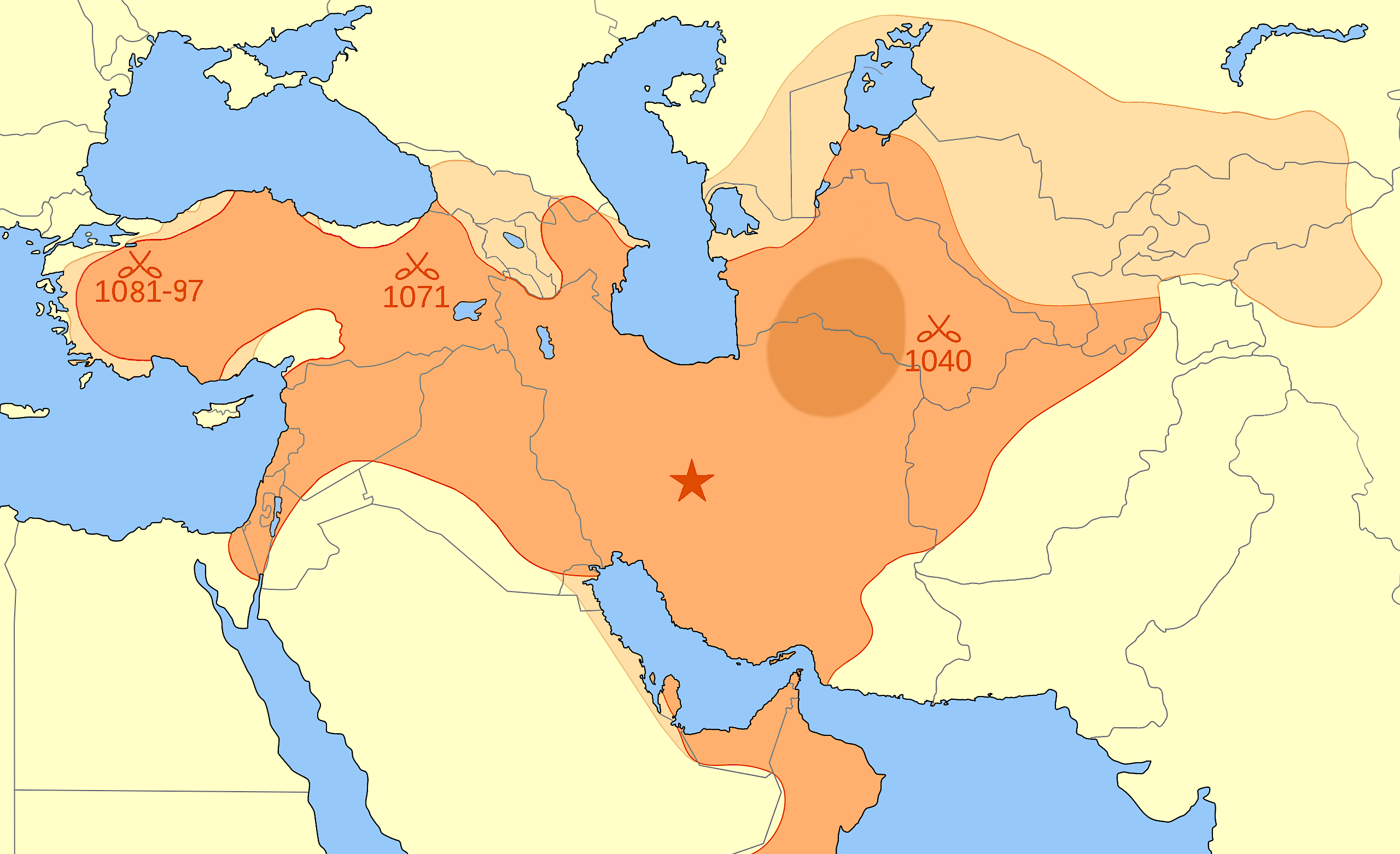
Groot-Seltsjoekenrijk op zijn hoogtepunt in 1092

Het rijk werd later onderverdeeld in kleinere staten: Kirman-Seltsjoekenrijk, Irak-Seltsjoekenrijk, Syrië-Seltsjoekenrijk en het sultanaat Rûm in Anatolië. De Seltsjoeken regeerden tussen 1038-1157. Op het hoogtepunt omvatte het rijk een gebied tussen Oost-Anatolië en het huidige Pakistan.

## Oorsprong en komst naar Midden-Oosten
De dynastie van Seltsjoek (Selçuk) was oorspronkelijk een stam van de Oghuz-Turken die in de 9e eeuw woonachtig was ten noorden van de Kaspische Zee en Mongolië. Vandaar migreerden de Seltsjoeken richting Anatolië waar ze hun rijk stichtten.
De Turkse migraties naar het huidige Midden-Oosten vonden plaats in twee grote golven. Tijdens de eerste migratiegolf rond 985 was een deel van de nomadische Oğuz-Turken uit hun thuisland tussen het Aralmeer en de rivier de Syr Darja (Jaxartes in Transoxanië) weggetrokken. Daar hadden ze in 766 de staat Oğuz Yabgu gevestigd, die uit een confederatie van tweeëntwintig Oğuzstammen bestond. Dukak, de vader van Selçuk (Seltsjoek), de stichter van de dynastie, was een subasi (legeraanvoerder) in deze staat. Toen zijn vader stierf, werd Selçuk aangesteld als de nieuwe subasi. Maar de vorst van Oğuz Yabgu was ontstemd door Selçuks groeiende prestige. Toen Selçuk vreesde voor zijn leven vanwege de interne conflicten, verliet hij (rond 985) met zijn stam zijn vaderland en kwam naar het Midden-Oosten. Op deze manier, leidde Selçuk de eerste migratiegolf van de Turkse nomaden en vestigde zijn joert (nomadentent) in Jend in de provincie Buchara. De Seltsjoeken stamden af van de Kınıkstam van de Oguzen. Afstammelingen van deze Oğuznomaden raakten onder het Huis van Selçuk betrokken in de politieke machtsstrijd in de islamitische wereld in Eurazië en creëerden een machtig rijk, het Groot-Seltjoekenrijk.

## De moslimwereld voor de Seltsjoeken
In de 10e eeuw, voor de komst van de Seltsjoeken, was de politieke eenheid in de moslimwereld uiteengevallen in een reeks lokale staten. De macht en het prestige van de Abbasidische kaliefen was geslonken. Verder heerste er een sektarische verdeeldheid; sjiitische groepen zoals de Zaydis en de Twaalvers kwamen op en zij deden hun macht gelden onder het bewind van de Boejiden in Irak en Iran. De Fatimiden die de autoriteit van de Abbasidische kalief hadden verworpen, verwierven machtsbases in Egypte, Syrië en Noord-Afrika. Dit proces versnelde de neergang van de macht van de kalief, die niet meer dan een marionet in de handen van de strijdende militaire en sektarische klieken was geworden.
Het kalifaat werd voorts blootgesteld aan een reeks aanvallen van alle kanten. In de oostelijke Middellandse Zee namen de Byzantijnse offensieven toe. De Byzantijnen heroverden Cyprus, Kreta en Syrië en trokken verder tot aan Jeruzalem. De Georgiërs wisten in de Kaukasus een staat te stichten en begonnen van daaruit de moslimlanden binnen te vallen. In Europa werd het kalifaat van Al-Andalus in Spanje bedreigd. Een gevolg van dit alles was dat de eens bloeiende handel met China via de zijderoute bijna geheel stil gevallen was.
Precies rond deze tijd, toen de moslimwereld een politieke, culturele en economische crisis doormaakte, transformeerde de komst van de Turkse Oğuznomaden uit de Centraal-Aziatische steppen het lot en de toekomst van de moslimlanden. Binnen enkele generaties verwierven de nomadische Seltsjoeken macht over een agrarische samenleving met een sedentaire cultuur en stichtten zij het Grote Seltsjoekenrijk (ca. 1040-1194). De Grote Seltsjoekendynastie was een van de machtige Turkse dynastieën die heersten in de islamitische wereld. Het Grote Seltsjoekenrijk bracht een nieuwe politieke stabiliteit in de islam, die grotendeels opnieuw was verenigd onder één enkele staat, voor het eerst sinds de vroege jaren van de Abbasiden. Met zijn centrum in Iran controleerde het Grote Seltjoekenrijk aan het einde van de 11e eeuw een gebied dat zich uitstrekt van het Hindoekoesjgebergte tot in Anatolië en van Centraal-Azië tot de Perzische Golf.

## Vroege periode

### Togrul Beg (1040-1063)

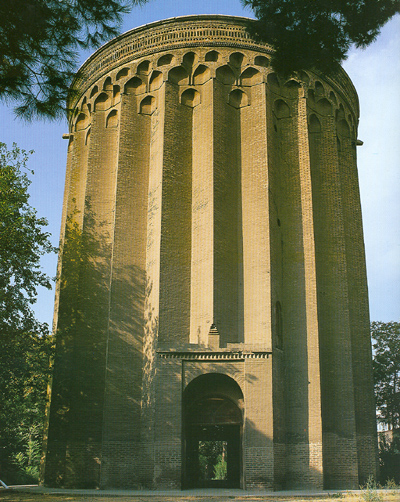
De Toren van Togrul, een 12e-eeuws monument ten zuiden van Teheran in Iran, ter nagedachtenis van Togrul Beg.

De stamvader van de dynastie was Selçuk (Seltsjoek), maar als de eigenlijke grondlegger van de staatsmacht geldt diens kleinzoon Togrul Beg. De vroege Seltsjoeken waren aanvankelijk betrokken als hulptroepen in het politieke conflict tussen de tanende regionale staten van de Samaniden, Ghaznaviden en de Karahaniden. Na hun overwinning op de Ghaznaviden in de slag bij Dandanaqan in 1040, maakten Çağrı Beg en zijn broer Togrul Beg een eind aan de Ghaznaviden, die omstreeks het jaar 1000 de eerste Turkse staat in Khorassan hadden opgericht. Aldus kwam het Grote Seltsjoekenrijk tot stand. In 1040 werd Togrul Beg uitgeroepen tot sultan van de prille Seltsjoekenstaat. Maar zijn positie was nog niet veilig. Hij worstelde met de andere dynastieleden om de steun van de tribale nomaden te winnen.
Onder Çağrı en Togrul Beg werd het Grote Seltsjoekenrijk bestuurd volgens de oude Turkse politieke traditie. Çağrı en Togrul verdeelden de landen die zij hadden veroverd, onder elkaar, maar er was één overkoepelende soeverein. Çağrı Beg bleef in het oosten, waar hij zijn basis vestigde in Merv en werd later opgevolgd door zijn zoon Alp Arslan toen hij stierf in 1060. Togrul Beg ging verder naar het westen en nam in 1055 Bagdad, de hoofdzetel van de Abbasidische kalief. De kalief in Bagdad wilde zich bevrijden van de heerschappij van de sjiitische Boejidische emir. Door Bagdad te veroveren maakte Tuğrul een eind aan de Boejidische heerschappij. Als wederdienst verleende de kalief in 1058 aan Togrul Beg de titel van 'Sultan van het Oosten en Westen'. Door de titel van sultan gaf de kalief hem volle macht als soeverein. Omgekeerd erkende Togrul het geestelijke gezag van de kalief. De titel 'Sultan van Oost en West' was nooit eerder gebruikt door een moslimvorst. Deze nieuwe titel had zijn wortels in het nomadische steppeconcept van de universele heerschappij, als een symbool van soevereiniteit dat zich uitstrekt van de plek waar de zon opkomt tot waar zij ondergaat.
Sultan Togrul Beg begon vervolgens nauw samen te werken met de kalief in Bagdad om zijn hegemonie te legitimeren in de moslimwereld. En om de samenwerking tussen de Seltsjoekse en Abbasidische dynastieën te verzegelen, trouwde de kalief met een nicht van de sultan en Togrul trouwde met de dochter van de kalief.

### Alp Arslan (1063-1072)
De tweede sultan van de dynastie van de Seltsjoeken in de moslimwereld, en achterkleinzoon van Seltsjoek, de stichter van de dynastie, koos voor de naam Mehmed (= Mohammed) toen hij zich bekeerde tot de islam. Wegens zijn militaire dapperheid verkreeg hij de bijnaam Alp Arslan, wat „moedige leeuw“ betekent.
Toen Togrul Beg in 1063 stierf, had hij geen erfgenamen nagelaten. Daarop volgde zijn neef Alp Arslan hem op als sultan van de verenigde Seltsjoekse territoria. Tijdens het bewind van sultan Alp Arslan en zijn zoon en opvolger, Sultan Malik Sjah I, werd het Grote Seltsjoekenrijk stevig gevestigd en het groeide uit tot de dominante macht in de moslimwereld. De consolidatie van staatsmacht ging gepaard met de creatie van een staand leger en een bureaucratie.
De architect van deze centrale instellingen was de beroemde Seltsjoekse grootvizier, Nizam al-Mulk, die diende onder sultan Alp Arslan en Melik Sjah. Nizam-ul Mülk, een van de eminente staatslieden in de moslimgeschiedenis, was lid van de Perzische bureaucratie, die uit Ghaznavidische in Seltjoekse dienst was gekomen. Hij voerde de Perzische-islamitische concepten van het bestuur en het koningschap in die onder de Ghaznaviden waren ontwikkeld en werden verfijnd onder de Seltsjoeken. Op vraag van Sultan Malik Sjah, formuleerde Nizam-ul Mülk zijn politieke en bestuurlijke ideeën in zijn beroemde Siyaset-name (Boek van Bestuur). Dit 'Boek van Bestuur' – een mengeling van politieke traktaat en vorstenspiegels – weerspiegelde tegelijk de Grote Seltsjoekenideologie van koningschap. De officiële Seltsjoekse staatsideologie ontwikkelde zich als een mix van Turkse politieke concepten, de islamitische principes en Perzische idealen. Het presenteerde de Seltsjoeken als de hoeders van de islamitische wereld en als verdedigers van de soennitische islam tegenover de sjiitische rivalen in het westen. De ideologische en politieke tegenstanders van de Grote Seltsjoeken waren de sjiitische Boejiden in Irak en de sjiitische Fatimiden in Egypte. Daarom probeerden de Seltsjoeken hun claim op macht en hun snelle expansie naar Syrië en Egypte te legitimeren met het argument dat zij de hoeders van de islam waren.
In de geschiedenis van de islam leidde de Groot-Seltsjoekse periode ook een nieuw tijdperk in. Het was onder de Groot-Seltsjoeken dat de soennitische islam een nieuw leven werd ingeblazen. De eminente geleerde al-Ghazali verzoende het soefisme met het soennisme, en er werden voor het eerst medreses of islamitische universiteiten gesticht. Het religieuze beleid van de Groot-Seltsjoeken paste zich aan de veranderingen van de politieke omstandigheden aan. Hun religieuze visie werd geconstrueerd door bestuurders in plaatsen die door de staat werden gesponsord, zoals de medreses, wat de complexe relatie aantoont tussen politieke macht en religieuze kennis. De Groot-Seltsjoeken probeerden om een duurzame politieke aanwezigheid te vestigen door de krachten te bundelen met wetenschappers en bekende soefi leiders die gebruik maakten van de patronage van de staat.

#### De Slag bij Manzikert (1071)
De prioriteit van sultan Alp Arslan was de eliminatie van zijn grootste rivalen in Syrië en Egypte, de heersers der Fatimiden. Hij veroverde gemakkelijk Aleppo op de lokale heersers, nam Jeruzalem in 1071 en Damascus in 1076. Tijdens zijn campagnes tegen de Fatimiden bouwde Alp Arslan tegelijk een netwerk van allianties uit in de Kaukasus. Hij wilde al zijn krachten inzetten tegen de Fatimiden. Om overbodige vijandelijkheden met de Byzantijnen te vermijden en zijn noordelijke flank tegen Byzantijnse aanvallen te beveiligen, sloot sultan Alp Arslan in 1069 een vredesverdrag met Byzantium, ondanks een eerdere aanval van een Byzantijns leger die hij had moeten afweren.
Alhoewel Alp Arslan in 1071 instemde om het verdrag met de Oost-Romeinen te vernieuwen, gebruikte de Oost-Romeinse keizer Romanus IV Diogenes dit verdrag om Alp Arslan lang genoeg af te leiden zodat hij met een groot leger in Oost-Anatolië kon doortrekken. Hij wilde een verrassingsaanval op de Seltsjoeken in hun achterzijde uitvoeren. Hiervoor had Romanus het grootste leger in de Romeinse geschiedenis bijeen verzameld. Het bestond uit behalve Oost-Romeinse korpsen, ook nog uit van Armeense, Duitse, Normandische, Russische, Georgische, Bulgaarse troepen en zelfs sjamanistische Turkse (Kıpçak en Peçenek) huurlingen. Volgens de islamitische en christelijke bronnen telde zijn leger 200.000 soldaten, maar realistischer is rond de 100.000.
Aangekomen in Erzurum, stuurde hij 20.000 van zijn soldaten naar Georgië om zijn achterzijde te beveiligen en trok zelf met de rest van zijn leger naar de Seltsjoekenvesting van Manzikert. In de veronderstelling dat Alp Arslan ver weg was of helemaal niet zou komen opdagen, leidde Romanus zijn leger richting het Vanmeer om de Seltsjoekenforten daar in te nemen. Alp Arslan was op dat moment in Aleppo toen hij het bericht kreeg over de inval van het Byzantijnse leger en de aanval op de grensposten. Hij had het niet verwacht en was verbaasd over Romanus' intenties. Daarop haastte Alp Arslan met zijn elitetroepen en cavalerie van Aleppo naar Ahlat. In Ahlat voegden zijn bondgenoten, zoals de Koerdische Mervani emir Nizameddin en de andere Turkse prinsen in het gebied, zich bij hem. Omdat het nieuws van de Byzantijnse inval hem laat had bereikt, kon Alp Arslan niet zijn volledige leger tijdig verzamelen; het Seltsjoekse leger bestond uit ongeveer 30.000 strijders. Toen de twee legers elkaar op 25 augustus 1071 ontmoetten, waren de Byzantijnen sterker in aantal. Deze slag tussen de Byzantijnse keizer en de Seltsjoekensultan maakte een diepe indruk op de tijdgenoten. Zowel de islamitische als de christelijke kronieken waren zich bewust van de grote issues die op het spel stonden. Ondanks de numerieke kracht van de Oost-Romeinen, slaagde Alp Arslan erin waarin de eerdere moslimvorsten eeuwenlang gefaald waren. Op 26 augustus 1071, in de Slag bij Manzikert (Malazgirt) bracht Alp Arslan een vernietigende nederlaag toe aan het keizerlijke Byzantijns leger en nam keizer Romanus gevangen. De overwinning was het resultaat van de tactische manoeuvres van de Turkse nomadische steppecavalerie die via geveinsde terugtocht de vijand trapsgewijs in de val lokte, vijandelijke strijdformaties werden gedesorganiseerd, omsingeld via een tangbeweging en uiteindelijk vernietigd.

#### Verovering van Anatolië
De Seltsjoekse overwinning bij Manzikert was een cruciaal keerpunt die het einde van de Romeinse (Byzantijnse) hegemonie in het oosten inluidde. Voor het eerst in de geschiedenis van de islam werd een Romeinse keizer gevangengenomen. Maar sultan Alp Arslan, die zijn achterzijde tegen de Fatimiden wilde beveiligen, vergaf keizer Romanus en sloot een alliantieverdrag met hem, herstelde zijn keizerlijke rechten en liet hem vrij. Maar in Constantinopel dachten ze er anders over. Bij zijn terugkeer in de Byzantijnse hoofdstad werd Romanus afgezet, verblind en gevangengezet. Na deze breuk van het verdrag dat hij met Romanus had gesloten, stuurde Alp Arslan in 1072 Artuk Beg op veldtocht naar het Byzantijnse Anatolië. De geleidelijke verovering van Anatolië was geen politiek project van Alp Arslan, maar het voltrok zich in die context spontaan door de Turkse gazi's (krijgers), na de overwinning van Alp Arslan bij Manzikert.
De Turkse verovering van Anatolië leidde niet tot een fundamentele breuk in de culturele en religieuze tradities van de lokale bevolking, omdat de Turkse veroveringen niet gedreven waren door bekeringsdrang. In de context van politieke chaos vond de lokale bevolking een toevlucht onder de bescherming van de gazi's. Wat verdween was alleen de Byzantijnse politieke heerschappij die vervangen door een Turkse en islamitische politieke orde. De lokale bevolking en hun culturele tradities waren ongemoeid en leefden verder. Nadat de Turkse migranten zich gevestigd hadden in Anatolië, legden ze relaties aan met de Assyrische christenen, orthodoxe Grieken, Armeniërs en Gregoriaanse monofysitische Jakobieten. Uit deze kruisbestuiving van culturen groeide de politieke cultuur waarvan de Rum Seltsjoeks en later de Osmanen uitvoerig gebruik maakten.
Na de nederlaag van het Byzantijnse leger bij Manzikert liepen steeds meer akritai, Byzantijnse grenssoldaten, over naar het Seltsjoekse bestuur. Zij vonden het fiscale beleid van de centrale Byzantijnse regering ondraaglijk, omdat het hun belangen trof. De akritai, die voor het grootste deel uit Armeniërs bestond, waren ook diep vernederd in hun religieuze gevoelens door het Grieks-orthodoxe kerkelijke beleid dat hen wilde assimileren, waartegen ze geregeld in opstand kwamen. Omdat de niet-orthodoxe bevolking in Anatolië ontevreden was over het Byzantijnse bestuur, verwelkomden zij de Turkse veroveraars die de Byzantijnse heerschappij vervingen zonder zich evenwel te moeien met hun religie. Dit heeft een belangrijke rol gespeeld in de snelle aanvaarding van de Turkse politieke orde in Anatolië. De weerstand die vooral in de steden voelbaar was, taande bijna overal weg. Op veel plaatsen werden de Turkse troepen zelfs binnengeloodst door de Armeense akritai zelf.

##### Gevolgen in Azië
Na de overwinningen van Alp Arslan veranderde de balans in het dichtbijgelegen Azië volledig ten gunste van de Seltsjoeken en de soennitische moslims. Terwijl het Oost-Romeinse of Byzantijnse Rijk voor bijna nog eens vier eeuwen bleef bestaan, betekende de overwinning in Manzikert het begin van een Turks politiek overwicht in de moslimwereld. Tijdens het bestuur van Alp Arslan breidde het Seltjoekenrijk zich nu over een groot deel van westelijk Azië uit. Een groot deel van Turkestan, het thuisland van zijn voorouders, kwam eveneens onder Seltsjoeks bestuur.
Met een sterk leger ging Alp Arslan naar de oever van de rivier de Oxus. Alvorens hij de rivier veilig kon oversteken, was het noodzakelijk om bepaalde vestingen onschadelijk te maken. Eén daarvan werd verscheidene dagen krachtig verdedigd door de gouverneur, Yussuf Gr-Harezmi, een Chorasmiër. Hij moest zich echter overgeven en werd gevangengenomen. De sultan veroordeelde hem tot de dood. In wanhoop trok Yussuf zijn dolk en stormde op de sultan af. Alp Arslan, de bekwaamste schutter van zijn tijd, instrueerde zijn lijfwachten om zich niet te mengen in de strijd. Hij trok zijn boog, maar zijn voet gleed uit, de pijl ging opzij en hij kreeg de dolk van de moordenaar in zijn borst.
Alp Arslan stierf vier dagen later aan deze wond op 25 november 1072 op 42-jarige leeftijd. Hij werd naar Merv overgeplaatst om er te worden begraven. Op zijn Seltsjoekse graftombe in Ahlat staat de volgende inscriptie: „O hen die de grote grandeur Alp Arslan zagen, kijk uit! Hij ligt nu onder de zwarte grond …„.
De streek rond deze plaats is letterlijk bezaaid met eeuwenoude türbes (graftombes). Een groot aantal kan men al langs de weg zien liggen wanneer men Ahlat nadert. Men kan ze binnengaan. De meeste türbes of kümbets hebben twee verdiepingen. Boven bevindt zich de gebedsruimte, beneden ligt de dode begraven.

### Malik Sjah I (1072-1092)

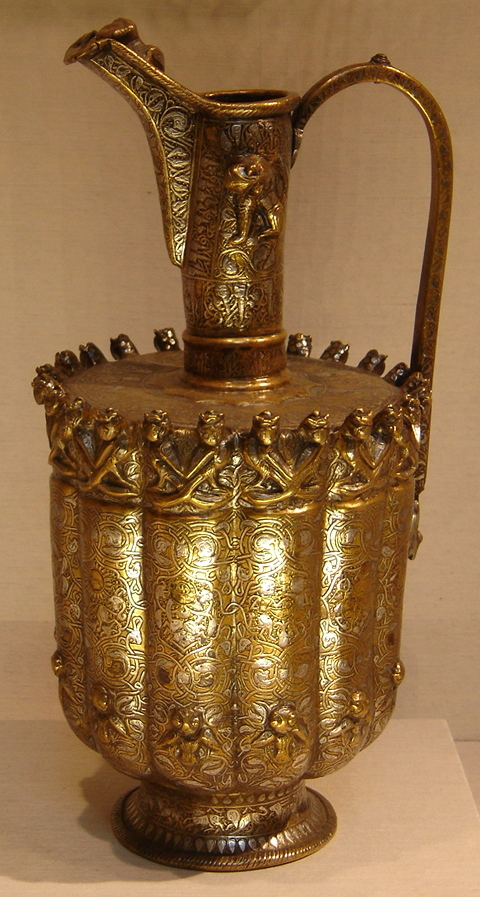
Seltsjoekse kunstwerk: Lampetkan uit Herat, Afghanistan, circa 1180–1210. Bewerkt in reliëf op metaal en ingelegd met zilver en bitumen, in: British Museum.

Na de moordaanslag op zijn vader Alp Arslan werd Malik Sjah I in de opvolgingsstrijd uitgedaagd door zijn oom, Qawurd Beg. In 1074 ontmoetten hun legers nabij Hamadan. Het leger van Qawurd-Beg bestond uit de traditionele Turkse nomadische elementen van Alp Arslans leger, terwijl Malik steunde op de ghulams (staande leger loyaal aan de dynastie) en op Koerdische en Arabische contingenten. Toen de Turkse nomadische krijgers overgingen naar Maliks leger, werd Qawurd verslagen. Hoewel Malik aanvankelijk zijn oom vergaf, werd Qawurd later toch vergiftigd, waarschijnlijk door de vizier Nizam al-Mulk.
Tijdens het bestuur van Malik Sjah breidde het territorium van het Seltsjoekenrijk zich uit tot aan de Hindoekoesj bergen, en grensde zo aan China in het oosten en Byzantium in het westen. Malik Sjah verplaatste de hoofdstad van Rey naar Isfahan. Het vernuftige iqta landsysteem en de Nizamiye universiteiten of medreses, opgericht door Nizam al-Mulk, leidden de gouden eeuw van de Groot-Seltsjoeken in. De Seltsjoeken bouwden de Vrijdagmoskee van Isfahan. De beroemde Perzische sterrenkundige en schrijver Omar Khayyam schreef zijn Rubayat met liefdespoëzie ten tijde van deze heerschappij. Het is ook in deze periode dat de zogenaamde Assassijnen (Hashshashin) van Hasan al-Sabah aan kracht begonnen te winnen. Deze hebben een reeks moordaanslagen gepleegd op vele vooraanstaande figuren in het Seltsjoekse bestuur; een van hun slachtoffers was de eminente staatsman Nizam al-Mulk.

## Latere periode
Na het bewind van sultan Malik Sjah (1072-1092) kwam er een eind aan de eenheid van het Grote Seltsjoekenrijk en viel het rijk uiteen in vele regionale staten onder verschillende nevenlinies van de dynastie, zoals de Seltsjoeken van Kirman (1041-1186), van Irak (1118-1194) en van Syrië (1078-1117). Een zeer belangrijke neventak was die van het sultanaat Rûm, gesticht in 1080 in Iznik (Nicea), die in de loop van de 12e eeuw bijna geheel Anatolië veroverde en tot circa 1302 vanuit de hoofdstad Konya over dit gebied heersten. Zij waren de voorlopers van de Osmaanse Turken.
In 1085 nam de broer van Malik Sjah, sultan Abu Sa'id Taj ad-Dawla Tutush I van Damascus (1079 tot 1095) de controle van het grootste deel van Syrië over. In 1086 veroverde hij de stad Edessa, maar een jaar later verloor hij het door hem veroverde gebied weer. Na de dood van Malik Sjah in 1092 kon hij het opnieuw veroveren in 1094, maar ook hij stierf een jaar later. Na de dood van Tutush werd het rijk verdeeld na een conflict tussen zijn zonen Duqaq en Radwan.

## De val van het Seltsjoekenrijk
In de 12e eeuw viel het Seltsjoekenrijk uiteen in verschillende rijken, geregeerd door nevenlinies van het geslacht, zoals de Seltsjoeken van Kerman (Zuidoost-Iran) (1041-1186), de Seltsjoeken van Irak en West-Iran (1118-1194) en de Seltsjoeken van Syrië (Damascus) (1078-1117). Deze verdeeldheid in het rijk van de Seltsjoeken maakte het voor de kruisvaarders mogelijk om in 1097 Antiochië en in 1099 Jeruzalem te veroveren. In Syrië en Palestina stichtten de kruisridders daarna enkele kruisvaardersstaten. Damascus bleef echter in het bezit van de Seltsjoeken.
Sultan Malik Sjah I werd in de volgende periode opgevolgd door: Mahmud (1092-1094), Berkyaruk (1094-1105), Müizzeddin Shah (1105-1105) en Mehmed Tapar (1105-1118). Geleidelijk brokkelde de Groot-Seltsjoekse centrale macht en controle over de provincies af. Ahmed Sanjar werd sultan in 1118; hij was enigszins succesvol in zijn inspanningen om het grondgebied en het staatsgezag te herstellen, maar de oude reputatie en macht in de periode van Malik Sjah I was voorgoed weg. De Karakhitays, die in 1128 de Karahaniden hadden onderworpen en zo buren werden met het Grote Seltsjoekenrijk, begonnen druk uit te oefenen. Na de nederlaag van het Seltsjoekenleger in 1141 tegen de Karakhitays in de Slag bij Katvan begon het Seltsjoekenrijk snel uiteen te vallen. De Karahitays veroverden de vruchtbaarste Seltsjoekse territoria in Transoxianië, wat de economie drastisch verstoorde. De groeiende economische crisis leidde tot een reeks opstanden van de Oghuznomaden die in 1153 sultan Ahmed Sanjar gevangennamen. Hoewel Sanjar twee jaar later kon ontsnappen, was hij niet meer in staat om het gezag te herstellen en stierf in 1157. Dit bracht het einde van het Groot-Seltjsoekenrijk met zich mee. Een groot deel van de Groot-Seltsjoekse territoria kwam onder de controle van Harezmshahen.
De leden van de Seltsjoekse dynastie begonnen steeds meer autonoom te handelen. Van de regionale Seltsjoekse staten die daaruit voortkwamen, waren vooral de Rum-Seltsjoeken van Anatolië in staat om nog gedurende meer dan honderd jaar verder te bestaan. Andere redenen voor de val van het Groot-Seltsjoekenrijk waren de opkomst van de kruistochten, het conflict met de Fatimiden, de propaganda van Hasan Sabbah en de opstanden van de Oguznomaden. Ook de Abbasiden stelden alles in het werk om zich onafhankelijk te verklaren.

### Groot-Seltsjoekse sultans, 1038-1157
- Togrul Beg 1037-1063
- Alp Arslan 1063-1072
- Malik Sjah I 1072-1092
- Mahmud I 1092-1094
- Rukneddin Berkyaruk 1094-1105
- Malik Sjah II 1105
- Mehmed Tapar 1105-1118
- Ahmad Sanjar 1118-1157

### Seltsjoekse sultans vanKhorasan, 1097-1157
- Ahmad Sanjar 1097-1157

### Seltsjoekse sultans van Irak en West-Iran, 1118-1194
- Mahmud II 1118-1131
- Dawud 1131-1132
- Tugrul II 1132-1134
- Masud 1134-1152
- Malik Shah III 1152-1153
- Mohammed II 1153-1160
- Sulaiman Shah 1160-1161
- Arslan Shah 1161-1176
- Tugrul III 1176-1194

### Seltsjoekse sultans van Rûm, 1077-1307
- Suleyman Shah 1077-1086
- Melik Davud (1086-1092)
- Izzeddin Kilicarslan I 1092-1107
- Kutbeddin Melik Shah I 1107-1116
- Mes'ud 1116-1155
- Izzeddin Kilicarslan II 1155-1192
- Giyaseddin Keyhusrev I 1192-1196
- Suleyman Shah II 1196-1204
- Izzeddin Kilicarslan III 1204-1205
- Giyaseddin Keyhusrev I (tweede keer) 1205-1211
- Izzeddin Keykavus I 1211-1219
- Alaeddin Keykubad I 1219-1237
- Giyaseddin Keyhusrev II 1237-1246
- Izzeddin Keykavus II 1246-1256
- Rukneddin Kilicarslan IV 1256-1257
- Izzeddin Keykavus II (tweede keer) 1257-1261
- Rukneddin Kilicarslan IV 1261-1266
- Giyaseddin Keyhusrev III 1266-1281
- Alaeddin Keykubad II 1284
- Giyaseddin Mes'ud II 1281-1297
- Alaeddin Keykubad III 1297-1302
- Giyaseddin Mes'ud II (Tweede keer) 1302-1308

### Seltsjoekse koningen vanSyrië
- Tutush 1085-1095

Koningen van Damascus
- Duqaq 1095-1104

Koningen van Aleppo
- Ridwan 1095-1113
- Alp Arslan 1113-1114
- Sultan Shah 1114-1117

### Seltsjoekse heersers vanKerman, 1041-1187
- Kawurd 1041-1073
- Kerman Shah 1073-1074
- Sultan Shah 1074-1075
- Husain Omar 1075-1084
- Turan Shah I 1084-1096
- Iran Shah 1096-1101
- Arslan Shah I 1101-1142
- Mohammed I 1142-1156
- Tughril Shah 1156-1169
- Bahram Shah 1169-1174
- Arslan Shah II 1174-1176
- Turan Shah II 1176-1183
- Mohammed II 1183-1187